# Yakima Canutt
Yakima Canutt, conosciuto anche come Yak Canutt (Colfax, 19 novembre 1895 – Hollywood, 24 maggio 1986), è stato un attore e stuntman statunitense.

## Biografia
Nato con il nome Enos Edward Canutt, assunse lo pseudonimo Yakima in riferimento alla città di Yakima, nello stato di Washington. Di ascendenze scozzesi, irlandesi, olandesi e tedesche, era uno dei cinque figli di John Lemuel Canutt e di Nettie Ellen Stevens, fin da piccolo ebbe a che fare coi cavalli, grazie al padre che faceva l'allevatore.
Iniziò la carriera come cowboy a 11 anni e nel 1917 vinse il suo primo titolo mondiale nel rodeo, risultato che ottenne altre quattro volte fino al 1923. Passato dalle esibizioni nei rodei al cinema grazie a Tom Mix, fu protagonista di molti western di serie B durante gli anni venti, ma non riuscì ad affermarsi all'avvento del sonoro per via della propria voce incompatibile con il nuovo mezzo, cosicché decise di sfruttare le proprie doti atletiche e la passata esperienza nei rodei per intraprendere definitivamente la carriera di stuntman.
Specializzatosi in acrobazie con cavalli, carri e diligenze, durante gli anni trenta Canutt divenne la più celebre controfigura acrobatica di Hollywood, lavorando nelle scene d'azione come sostituto di noti divi dell'epoca come Randolph Scott, Clark Gable, Errol Flynn, Tyrone Power e soprattutto John Wayne, protagonista in quegli anni di una nutrita serie di western minori prodotti dalla Republic Pictures. Canutt lavorò anche al western che nel 1939 lanciò definitivamente Wayne come star, Ombre rosse, con il quale prese ad approntare tecniche acrobatiche sempre più realistiche, che gli assicurarono la direzione registica della seconda unità e il coordinamento delle sequenze d'azione di molti film degli anni quaranta.
Nel 1956 collaborò con la The Walt Disney Company per Carovana verso il West, decimo film in "live action" della Disney. Lavorò nuovamente con la Disney l'anno successivo per Zanna gialla (1957). Nel 1959 raggiunse l'apice della carriera, lavorando come regista di seconda unità nel kolossal Ben Hur, per il quale diresse la celebre sequenza della corsa delle quadrighe, collaborando con i propri figli Joe e Taps, anch'essi controfigure. Grazie a questo lavoro ricevette, insieme a Andrew Marton, un premio speciale dalla National Board of Review of Motion Pictures.
Alla cerimonia dei Premi Oscar 1967 venne insignito dell'Oscar onorario per i risultati di eccellenza conseguiti come controfigura e per lo sviluppo di tecniche di sicurezza destinate a salvaguardare l'incolumità degli stuntmen durante le loro esibizioni. Nel 1984 vinse il Golden Boot, mentre l'anno seguente venne inserito nella Hollywood Walk of Fame di Los Angeles. Prese parte a circa 300 film tra il 1919 e il 1975 come stuntman o attore, mentre come assistente regista girò circa 50 film tra 1944 e il 1975.

## Filmografia parziale

### Stunt
- Foreman of Bar Z Ranch, regia di Tom Mix - cortometraggio (1915)
- Il sentiero solitario (The Lonely Trail), regia di Joseph Kane (1936)
- Ombre rosse (Stagecoach), regia di John Ford (1939)
- The Showdown, regia di Dorrell McGowan e Stuart E. McGowan (1950)

### Attore
- Cowboys from Texas, regia di George Sherman (1939)
- Pride of the Plains, regia di Wallace Fox (1944)